# Altrichthys azurelineatus
Altrichthys azurelineatus är en fiskart som först beskrevs av Fowler och Bean 1928.  Altrichthys azurelineatus ingår i släktet Altrichthys och familjen Pomacentridae. Inga underarter finns listade i Catalogue of Life.